# Anneliese Ichenhäuser
Anneliese Ichenhäuser war eine deutsche Schriftstellerin des 20. Jahrhunderts, die vor allem für ihre Kinder- und Jugendliteratur sowie ihre Beiträge zu Geschichtslehrbüchern in der DDR bekannt wurde.

## Leben
Sie war im 20. Jahrhundert als Autorin tätig und mit dem ebenfalls journalistisch tätigen Ernst Zeno Ichenhäuser verheiratet. Beide lebten mindestens eine Zeit lang in Berlin-Johannisthal. Ein Porträt von Anneliese Ichenhäuser wurde vom Fotografen Abraham Pisarek (1901–1983) aufgenommen und befindet sich heute in der Sammlung der Deutschen Fotothek.

## Werk

### Kinder- und Jugendliteratur
Anneliese Ichenhäusers bekanntestes Werk ist der Roman Der verborgene Schatz, der erstmals 1955 erschien. Das Buch wurde im Kinderbuchverlag Berlin veröffentlicht und war mit Illustrationen von Ernst Jazdzewski versehen. Das Werk wurde bis in die 1960er Jahre mehrfach neu aufgelegt.

### Beiträge zu Geschichtslehrbüchern
Neben ihrer schriftstellerischen Tätigkeit im Bereich der Kinder- und Jugendliteratur trug Anneliese Ichenhäuser auch zu Bildungswerken bei. Sie verfasste einen Essay mit dem Titel Der Weg Fritz Heckerts, des großen deutschen Arbeiterfunktionärs, führte zu Wilhelm Pieck für das Geschichtslesebuch für das siebente Schuljahr. Dieses Lehrbuch wurde 1955 vom Verlag Volk und Wissen herausgegeben und war Teil des Geschichtsunterrichts in der DDR.
Der Essay behandelte das Leben und Wirken von Fritz Heckert (1884–1936), einem deutschen Kommunisten und Arbeiterfunktionär, sowie dessen Beziehung zu Wilhelm Pieck (1876–1960), dem ersten und einzigen Präsidenten der DDR.

## Rezeption und Nachwirkung
Anneliese Ichenhäusers Werke spiegeln die literarischen und pädagogischen Tendenzen ihrer Zeit wider. Ihre Kinder- und Jugendliteratur war geprägt von den Idealen und Werten der DDR-Gesellschaft, während ihre Beiträge zu Geschichtslehrbüchern der politischen Bildung dienten.
Das Porträt der Autorin durch Abraham Pisarek dokumentiert sie als Teil der kulturellen Elite der DDR. Pisarek fotografierte viele bedeutende Persönlichkeiten des kulturellen Lebens, darunter Schriftsteller, Schauspieler und andere Künstler.
Heute sind Ichenhäusers Werke vor allem von historischem Interesse als Zeugnisse der Literatur- und Bildungsgeschichte der DDR.